# Diocèse de Juticalpa
Le diocèse de Juticalpa (Dioecesis Iuticalpensis) est une Église particulière de l'Église catholique du Honduras.

## Ordinaires
L'évêque actuel est Mgr José Bonello depuis le 2 février 2012.
- Prélat :
  - Mgr Bernardino N. Mazzarella, O.F.M. du 22 novembre 1954 au 13 mars 1963
  - Mgr Nicholas D’Antonio Salza, O.F.M. du 28 décembre 1963 au 6 août 1977
  - Mgr Tomás Andrés Mauro Muldoon, O.F.M. du 1er février 1983 au 31 octobre 1987.
- Évêques :
  - Mgr Tomás Andrés Mauro Muldoon, O.F.M. du 31 octobre 1987 au 2 février 2012.

## Territoire
Son siège est en la cathédrale de l'Immaculée-Conception de Juticalpa.
Il comprend le département d'Olancho.

## Histoire
La prélature territoriale de l'Immaculée Conception de Vierge Marie d'Olancho est créée le 6 mars 1949 à partir de l'archidiocèse de Tegucigalpa. Le 31 octobre 1987, elle est élevée au rang de diocèse.